# Melissa Slocum
Melissa Slocum (* 26. Juli 1961) ist eine amerikanische Kontrabassistin, die sowohl im Bereich des Jazz als der Klassik tätig ist.

## Leben und Wirken
Slocum wuchs in einem Musikerhaushalt in Ohio auf (ihr Vater war Hornist im Cleveland Orchestra; ihre Mutter, eine Professorin für Mediävistik, spielte Bratsche) und begann dreijährig mit dem Klavierspiel. Sie wurde von ihren Eltern ermutigt, klassische Musik zu studieren. Mit zwölf Jahre begann sie, Bassgitarre zu spielen, und ein Jahr später begann sie als Musikerin aufzutreten professionell. Als Hochbegabte schloss sie die Highschool im Alter von 15 Jahren ab. Mit 18 Jahren hatte sie einen Bachelor in klassischer Klaviermusik an der Youngstown State University erreicht; dort verbrachte sie ein weiteres Jahr, um einen zweiten Abschluss in Kunstgeschichte zu machen und spezialisierte sich auf Altägyptische Kunst. 
1981 zog Slocum nach New York, um ein Kunststudium zu absolvieren, und begann kurz darauf mit dem Kontrabass, den sie bei Lisle Atkinson im Jazzmobile und später privat studierte. 1984 wurde sie die Bassistin für Ted Cursons Late-Night-Sessions im Blue Note; 1985/86 war sie Mitglied der Hausband in Arthur's Tavern. 1986 erhielt sie ein Stipendium, um bei Rufus Reid zu studieren und gab ihr Kunstgeschichtsstudium auf. In den nächsten Jahren arbeitete sie mit Dakota Staton, Lionel Hampton, Art Blakey, Bobby Enriquez und Ralph Peterson zusammen; auch gehörte sie Ende der 1980er Jahre zu Charli Persips Superband, bevor sie 1992 Gründungsmitglied des Diva Jazz Orchestra war. Daneben absolvierte den Jazz-Masterstudiengang an der Manhattan School of Music (1994), um dort dann klassischen Kontrabass zu studieren. Nach weiteren Studien am Mannes College of Music (1997-8) nahm sie am Promotionsprogramm für Kontrabass-Performance an der Stony Brook University teil, wobei sie sich auf historische Aufführungspraxis von Barockmusik konzentrierte. Während sie für diesen Abschluss arbeitete, trat sie als Freelancer mit Kevin Mahogany, dem Duke Ellington Orchestra sowie mit Roy Roy Meriwether auf und arbeitete als Bassistin für das Broadway-Musical Phantom of the Opera.
Slocum hat auch mit Cab Calloway, Clark Terry, Wynton Marsalis, Woody Shaw, Hank Jones, Hamiet Bluiett und Don Byron zusammengearbeitet. Weiterhin begleitete sie Howard Johnsons Tubachor Gravity über mehr als 20 Jahre. Im Bereich der Klassik arbeitete sie mit Kurt Masur, Neeme Järvi, Zdeněk Mácal, Itzhak Perlman und Stanislaw Scrowachewsky. Mit dem Harmonie Ensemble New York spielte sie 2013 eine Aufnahme von Tschaikowskys Nussknacker-Suite ein. Sie ist auch auf Alben von Özay Fecht, Kevin Mahogany und Avery Brooks ebenso wie mit Concert Royal, dem American Classical Orchestra oder der Fairfield Symphony zu hören.
Slocum war mit Ralph Peterson verheiratet und zog die gemeinsame Tochter auf.